# Парфенопа (баскетбольный клуб)
«Парфенопа Наполи» (итал. Partenope Napoli Basket) — итальянский баскетбольный клуб из города Неаполь.

## Команда
Команда была образована в 1957 году, в 1967 получила право играть в Серии А и в первом же чемпионате заняла второе место, так же «Наполи» является обладателем Кубка кубков 1970 года. В середине 90-х клуб стал терять авторитет, в итоге на данный момент он играет в Серии С.

## Титулы
- Кубок кубков: 1970
- Вице-чемпион Италии: 1968
- Кубок Италии: 1968
- Суперкубок Италии: 1968

## Спонсоры
- Барония — 1997—1998
- Гис — 1977—1978
- Косатто — 1976—1977
- Фаг — 1973—1976
- Фидес — 1968—1971
- Иньис Суд — 1967—1968